# Liste von Sehenswürdigkeiten in Chemnitz

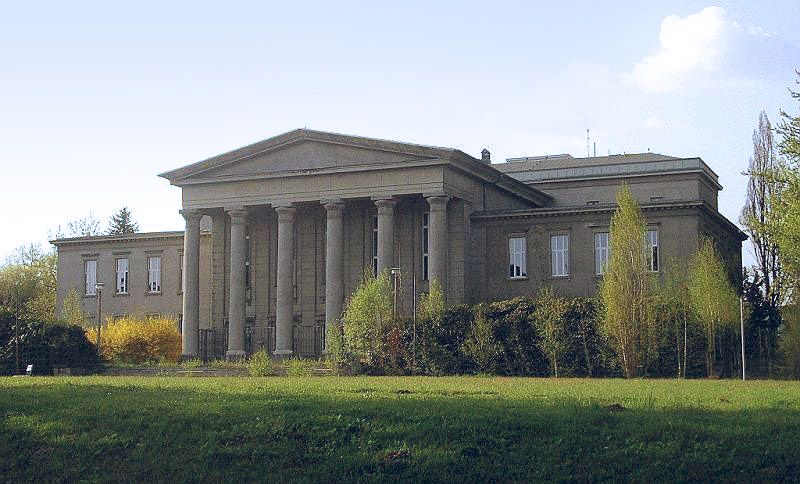
Kulturpalast (Chemnitz)

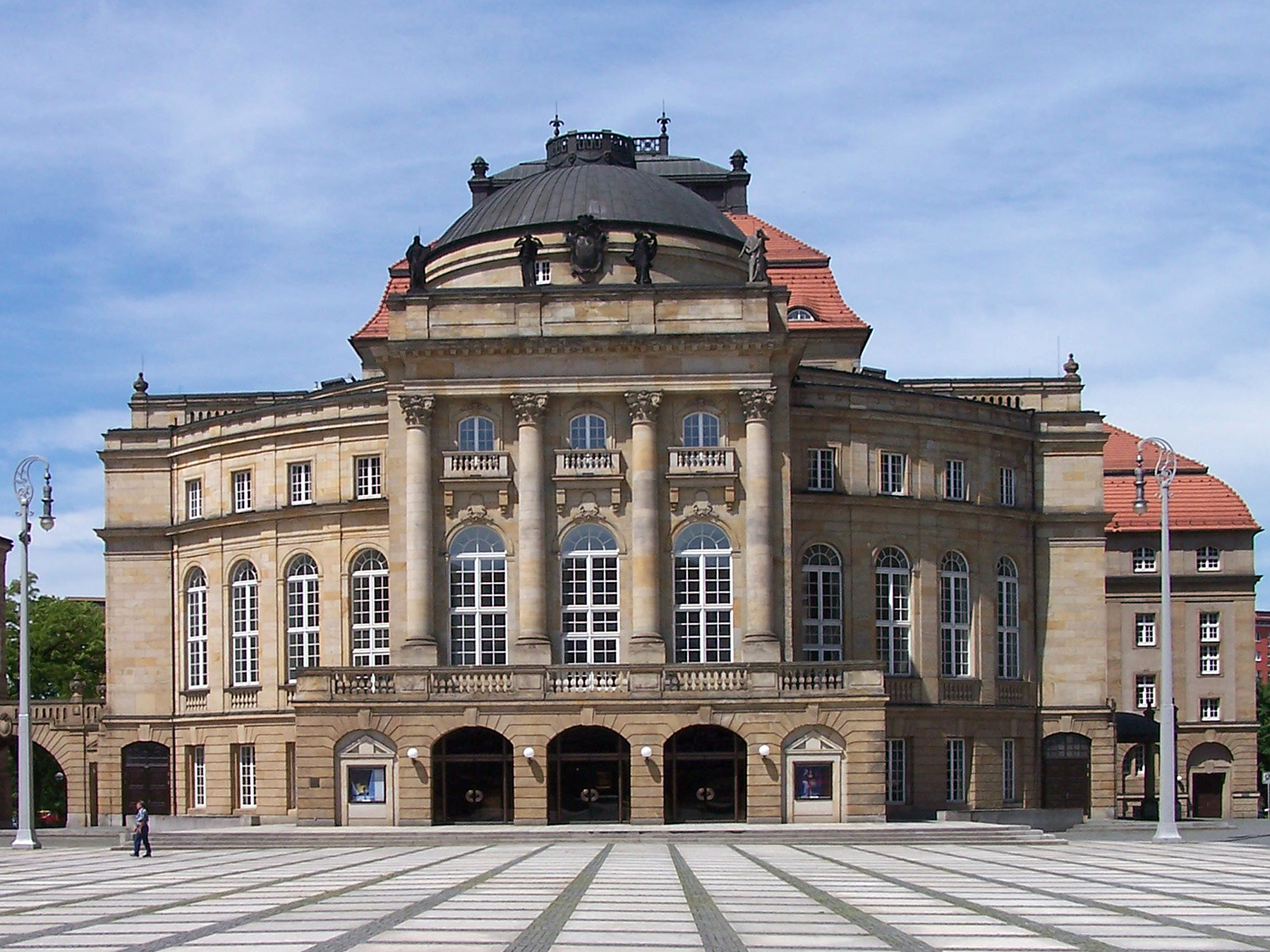
Das Chemnitzer Opernhaus

Trotz Kriegsschäden bietet Chemnitz eine Reihe sehenswerter Bauwerke aus vielen Epochen. Als ältestes Bauwerk gilt der Rote Turm, der Teil der historischen Stadtbefestigung war. Aus dem 16. Jahrhundert stammen einige aufwendig restaurierte Fachwerkhäuser am Fuße des Schloßbergs. Als einzige Barockfassade ist das 1735 bis 1741 errichtete Siegertsche Haus von Johann Christoph von Naumann am Markt zu erwähnen. Der Stadtbaurat Richard Möbius schuf 1909 das Opernhaus und das König-Albert-Museum (beide am Theaterplatz) sowie die Hauptfeuerwache an der Schadestraße. Unweit der Innenstadt befindet sich auf dem Kaßberg eines der größten erhaltenen Gründerzeit- und Jugendstilviertel Europas. Nordöstlich des Stadtzentrums wurde 1928 bis 1935 das Stadtbad durch Fred Otto errichtet, es gilt als bedeutendes Denkmal der architektonischen Moderne. Stadtauswärts in Richtung Süden links der Chemnitz erhebt sich der 1927 errichtete Uhrturm des Unternehmens Schubert & Salzer von Erich Basarke, auch als „Wirkbau“-Turm bekannt. Das Wasserschloss Klaffenbach sowie die Burg Rabenstein sind Ausflugsziele.

## Historische Bauten

### Roter Turm

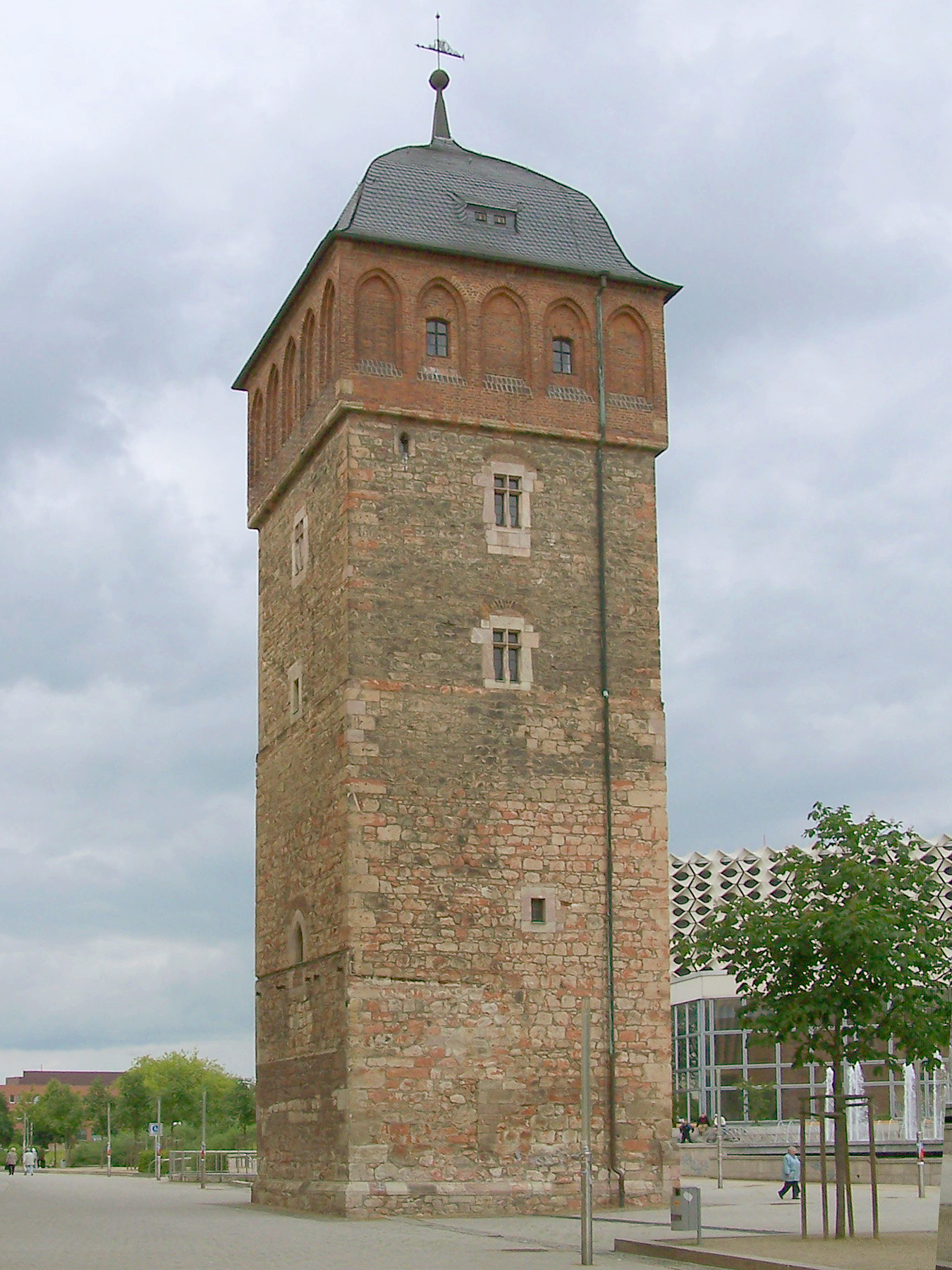
Roter Turm, rechts im Hintergrund die Stadthalle

Der Rote Turm ist das wohl auffälligste Denkmal aus der mittelalterlichen Geschichte von Chemnitz. Sein Unterteil aus Bruchstein stammt vermutlich noch aus dem späten 12. oder dem beginnenden 13. Jahrhundert. Bei systematischen Untersuchungen 1957/58 wurde festgestellt, dass die Stadtmauer jünger ist als der Turm und an diesen anbindet. 1555 wurde das Obergeschoss aus Backstein mit gotischer Verblendarchitektur aufgesetzt. Der Turm diente lange Zeit als Stadtfronfeste, 1957/58 wurde er wiederaufgebaut und als Museum eingerichtet.

### Altes Rathaus

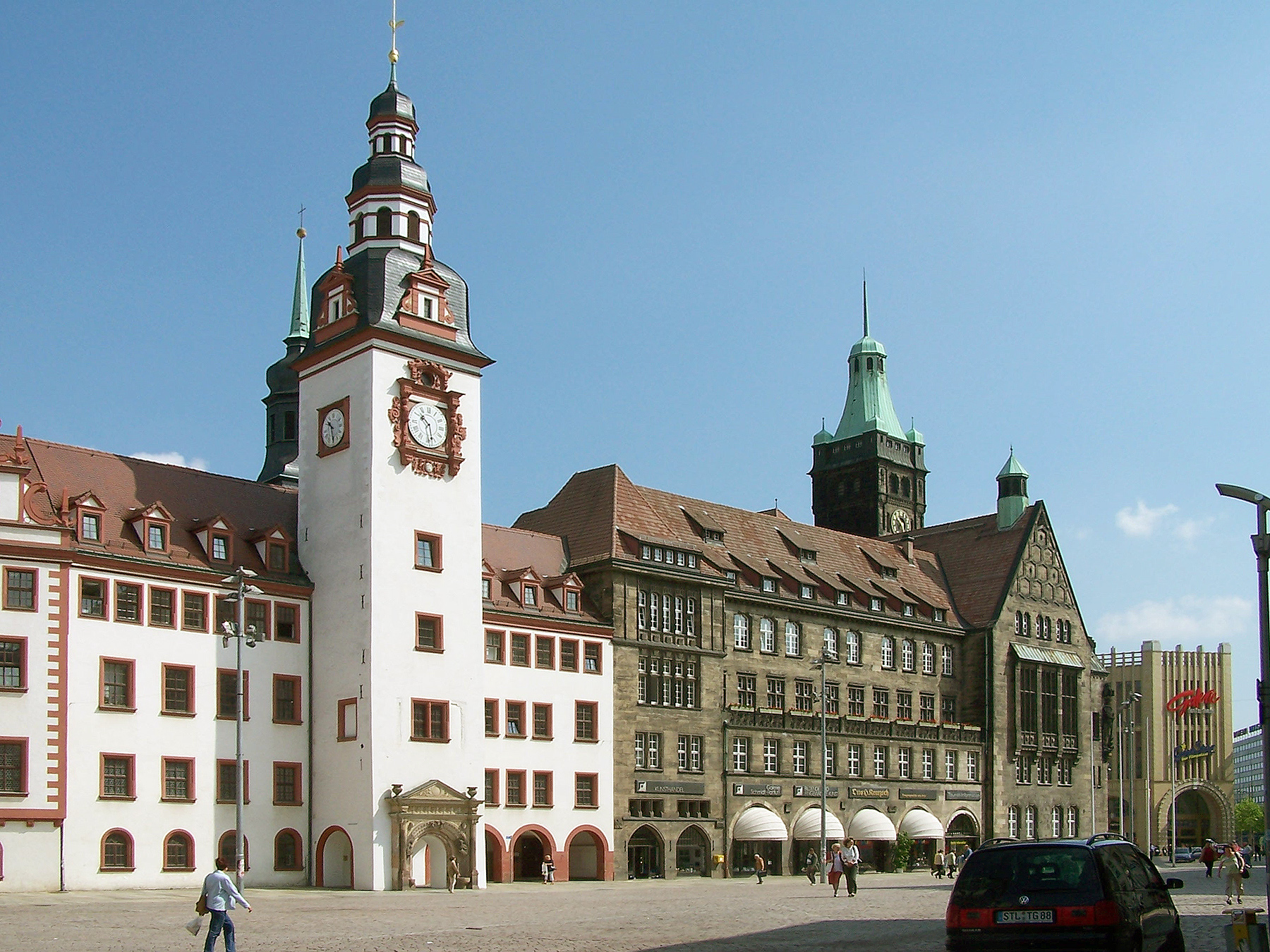
Das Rathaus-Ensemble

Das spätgotische Alte Rathaus entstand 1496–1498 an der Stelle hölzerner Vorgängerbauten und wurde später mehrfach umgebaut. Im Zweiten Weltkrieg ist es bis auf die Gewölbe im ersten Obergeschoss ausgebrannt und wurde beim Wiederaufbau um ein Geschoss erhöht. An der Frontseite des Rathausturms befindet sich das Judith-Lucretia-Portal von 1559, welches vor der Zerstörung seitlich angebracht war. Zu dem Komplex des Rathauses gehört der ältere Hohe Turm, der wahrscheinlich Teil einer innerstädtischen Eigenbefestigung aus der Zeit um 1200 war. In der Nacht vom 3. zum 4. Februar 1946 ist der Turm eingestürzt. Die Ruine wurde zunächst gesprengt, der Turm später jedoch wiederaufgebaut.

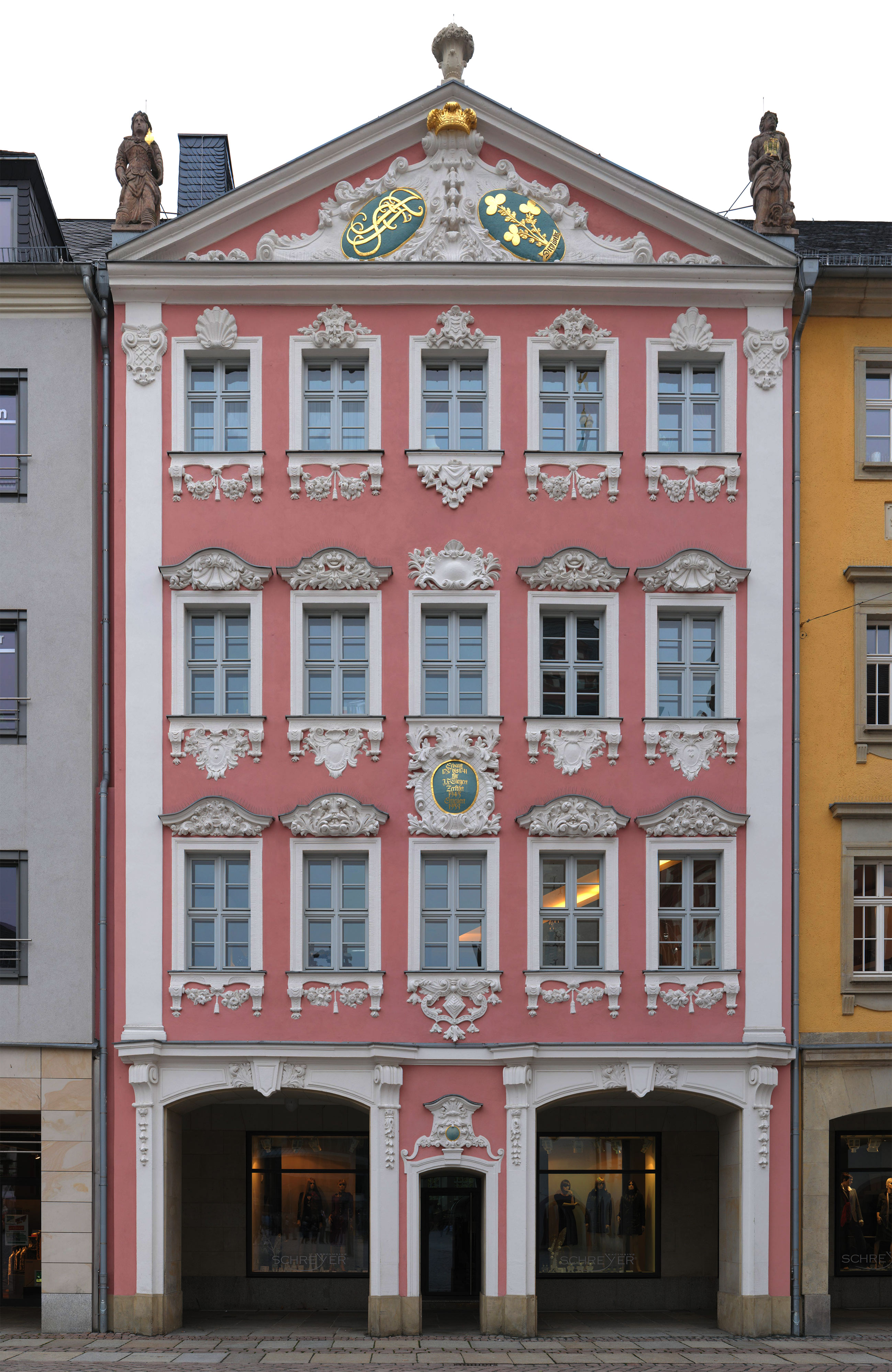
Siegertsches Haus

### Neues Rathaus
Das Neue Rathaus wurde zwischen 1907 und 1911 nach einem Entwurf des Stadtbaurates Richard Möbius errichtet. Das Portal aus dem Ende des 14. Jahrhunderts stammt von der damals abgebrochenen Alten Lateinschule. Die Vorderseite ist im Andenken an Brände aus dem Zweiten Weltkrieg seither nicht mehr gesäubert worden.

### Siegertsches Haus
Am Markt steht das Siegertsche Haus mit einer prachtvollen Barockfassade. Es entstand in den Jahren von 1737 bis 1741 nach den Plänen von Johann Christoph von Naumann. Nach der Zerstörung im Zweiten Weltkrieg blieb nur die mittlere Barockfassade erhalten und wurde 1953/1954 wiederaufgebaut.

### Gewölbegänge im Kaßberg
Über den Ursprung der Gewölbegänge im Kaßberg, die sich an der Fabrikstrasse im östlichen Steilhang des Kaßbergs befinden, ist nichts bekannt. Sie dienten jedenfalls seit dem frühen 16. Jahrhundert insbesondere zur Lagerung des stark gehopften schweren Lagerbieres (untergäriges Bier). Unweit der alten Bergkeller, die im Zweiten Weltkrieg als Luftschutzräume verwendet wurden, befindet sich die Bierbrücke, die auch an diese Zeit erinnert. Seit dem 15. Januar 1999 sind die Gewölbegänge für die Gäste und Einwohner der Stadt zu besichtigen. Auch Kabarettabende und Livemusikveranstaltungen laden zu einem Besuch ein.

### Burg Rabenstein

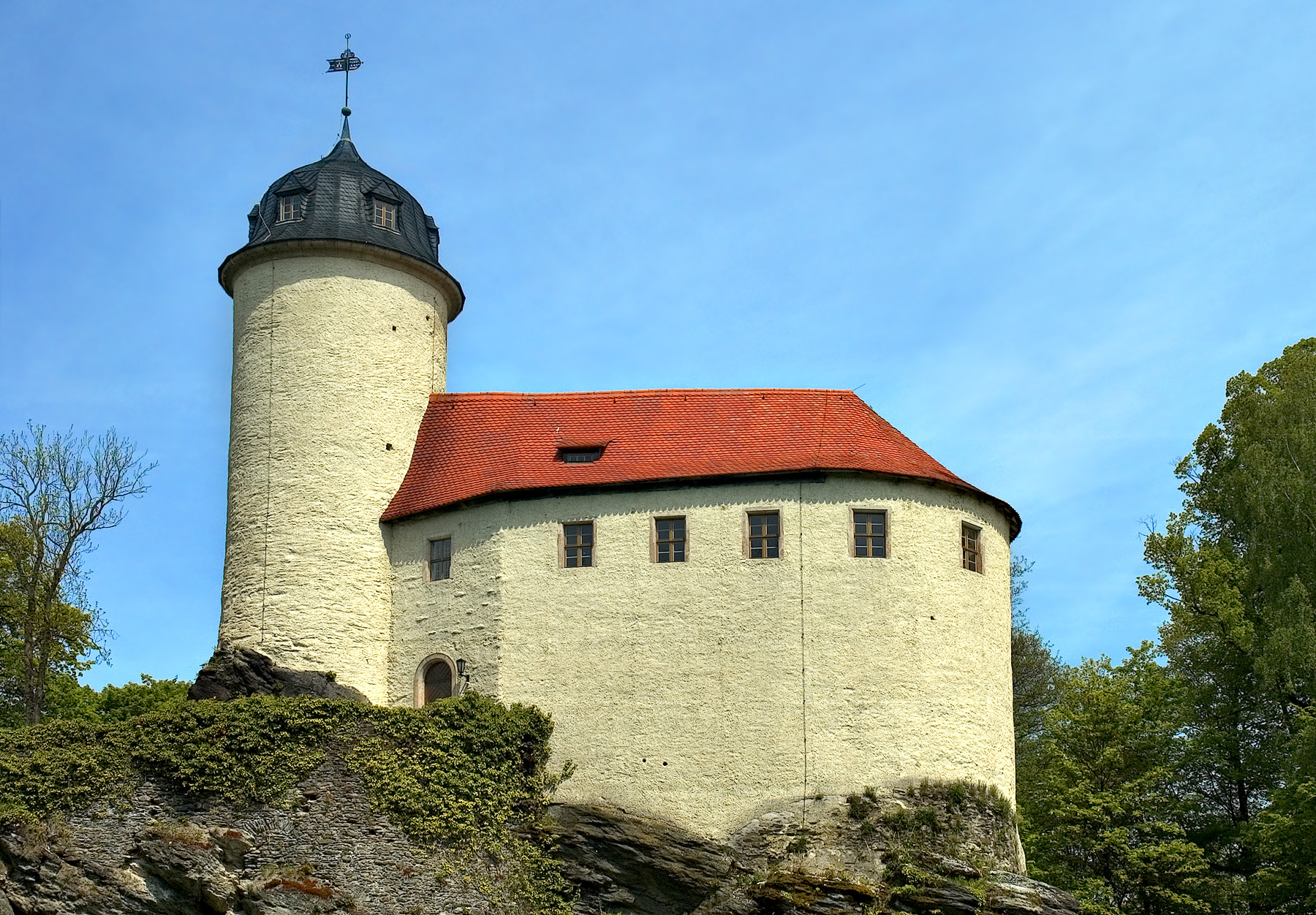
Burg Rabenstein

Die Burg Rabenstein ist die kleinste Burg Sachsens. Die Burg wurde in der 2. Hälfte des 12. Jahrhunderts erbaut. Die ersten Besitzer waren kaiserliche Ministerialen. 1375 gelangte die Burg in den Besitz des Chemnitzer Benediktinerklosters und wurde während der Reformation landesherrlicher Besitz. 1619 erwarb der kurfürstliche Forstmeister Hans Georg von Carlowitz die Burg und gestaltete sie barock um. Ab 1774 gehörte die Burg Johann Georg Siegert, einem Chemnitzer Textilunternehmer. Dessen Schwiegersohn Johann Georg von Welck gestaltete die Burg Anfang des 19. Jahrhunderts im Stil der Romantik um. Danach wechselte die Burg mehrfach den Besitzer und ging nach dem Zweiten Weltkrieg in den Besitz der Gemeinde Rabenstein über. Seit 1950 gehört die Burg Rabenstein den Chemnitzer Museen. Die Burg kann jeweils von April bis Oktober besichtigt werden.

### Wasserschloss Klaffenbach

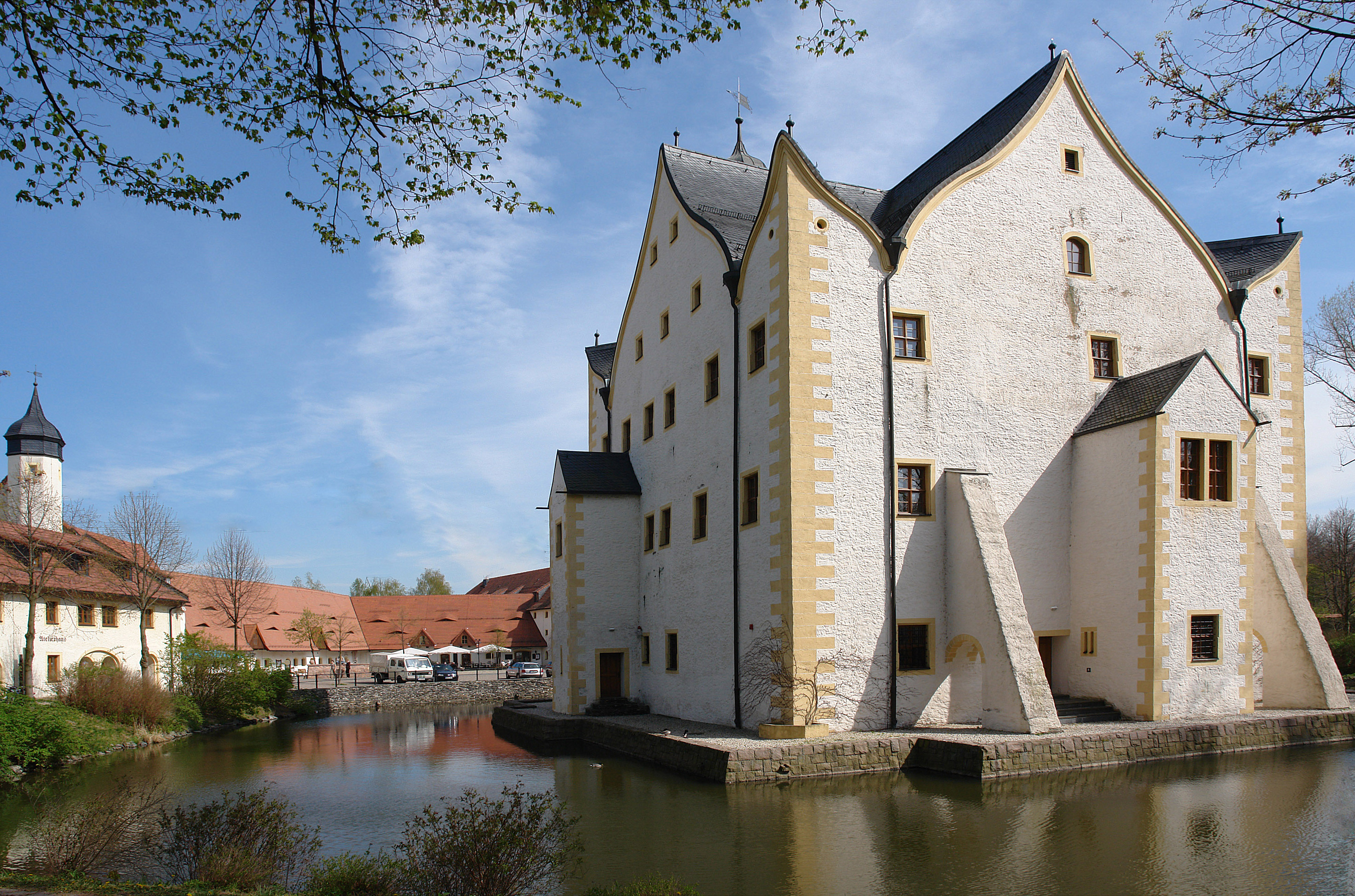
Wasserschloss in Klaffenbach

Das Wasserschloss Klaffenbach liegt südlich von Chemnitz und stellt ein für Sachsen nahezu einzigartiges Beispiel eines Wasserschlosses der Renaissance dar.

### Einsiedler Brauhaus
Das 1885 erbaute Einsiedler Brauhaus im Chemnitzer Ortsteil Einsiedel liegt im Süden der Stadt. Das historische Brauereigebäude wurde vom Maschinenfabrikanten Emil Schwalbe gegründet und ist bis heute eines der symbolträchtigsten Gebäude des Ortsteils.

### Villen
Bedeutende Villenbauten in Chemnitz sind die nach Plänen von Henry van de Velde erbauten Jugendstilvillen Villa Esche (1903 erbaut, 1911 erweitert) und Villa Körner (1914).

### Stadtbad Chemnitz

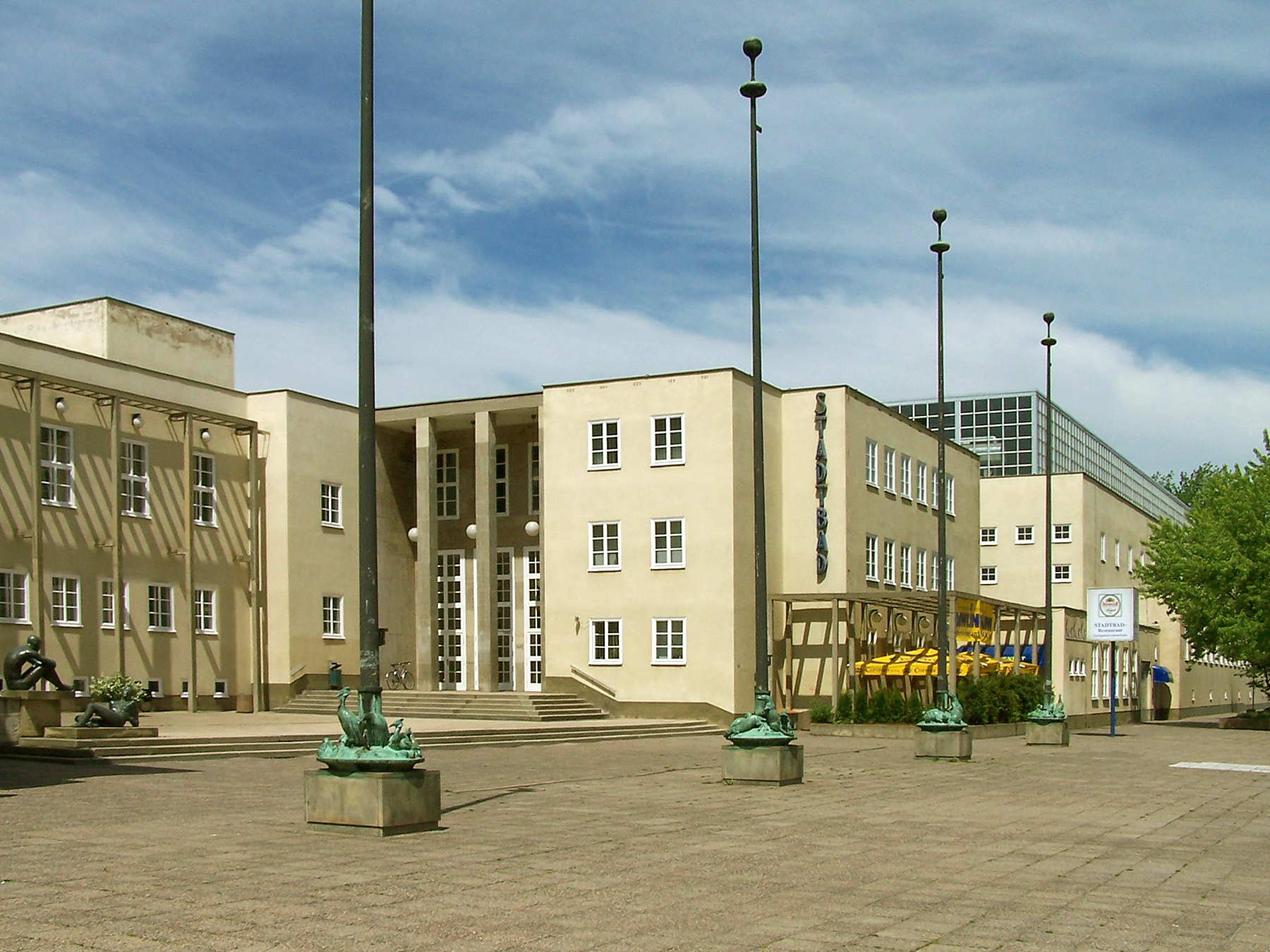
Stadtbad

Das 1935 eröffnete, nach Plänen des Stadtbaurats Fred Otto ab 1928 errichtete Stadtbad Chemnitz an der Mühlenstraße war eines der modernsten Schwimmbäder Europas. Es umfasst unter anderem eine Sport- und eine Schulschwimmhalle. Gegenüber befindet sich das translozierte Geburtshaus Fritz Heckerts (heute „Heck-Art“, Restaurant und Galerie).

### Kulturkaufhaus DAStietz

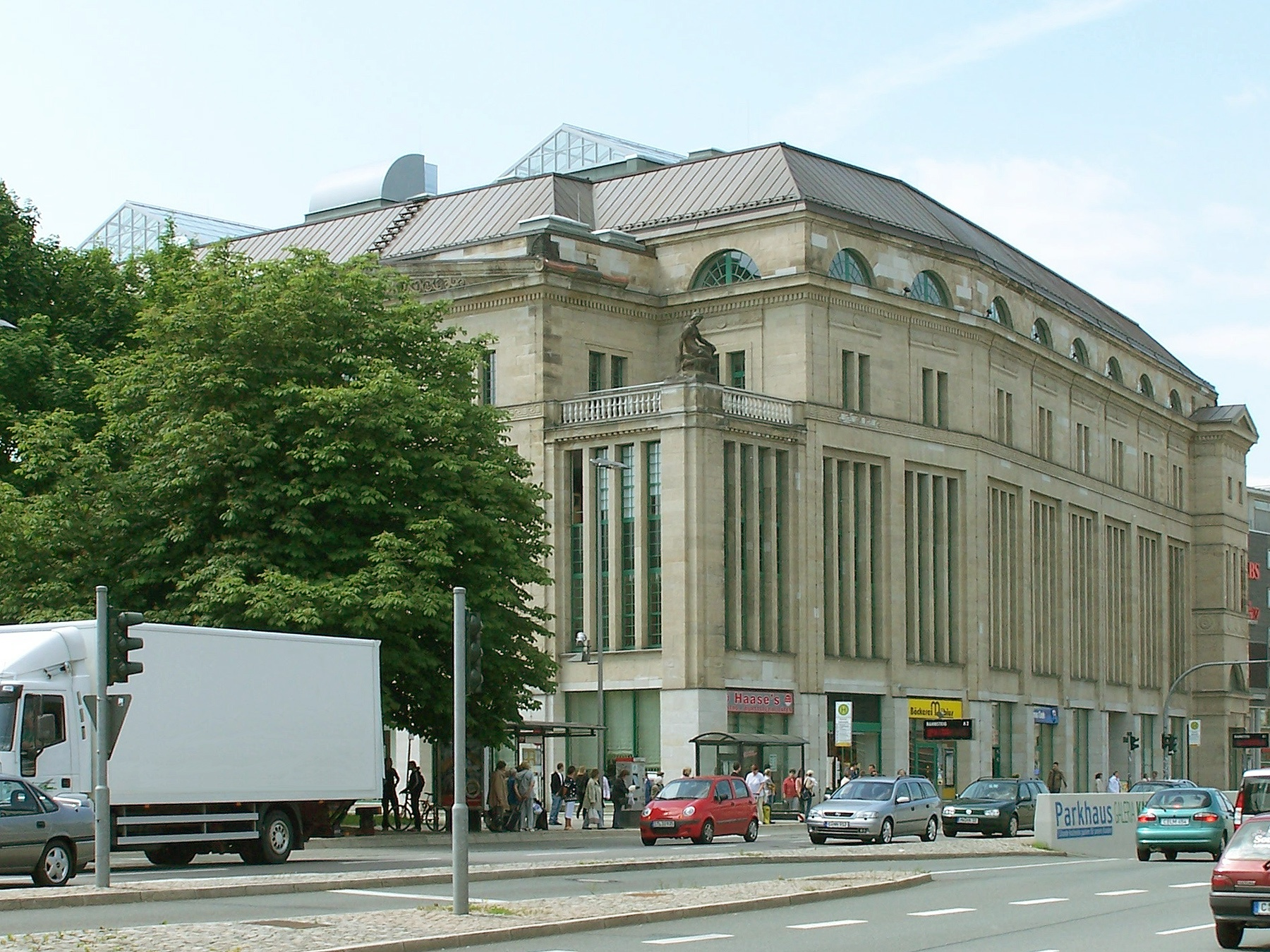
Kulturkaufhaus DAStietz

Im ehemaligen Kaufhaus Tietz (seit 2004 Kulturkaufhaus „DAStietz“) an der Bahnhofstraße ist die Volkshochschule, die Stadtbibliothek und das Museum für Naturkunde mit dem Versteinerten Wald untergebracht. Unweit des „Tietz“ befindet sich in Richtung Hauptbahnhof an der Brückenstraße das 1930 eröffnete, nach Plänen Erich Mendelsohns errichtete, ehemalige Kaufhaus Schocken. Beide Häuser wurden zu DDR-Zeiten von der „Centrum-Warenhaus“-Gruppe, dann von der „Kaufhof“-Kette genutzt. Das „Schocken“ beherbergt seit 2014 ein überregional bedeutsames Archäologiemuseum, das smac.

### Schauplatz Eisenbahn – Rangierbahnhof und Bahnbetriebswerk Chemnitz-Hilbersdorf
Das eisenbahnhistorischen Areal des früheren Rangierbahnhofs befindet sich in den Chemnitzer Stadtteilen Hilbersdorf und Ebersdorf. Aufgrund der rasch wachsenden industriellen Bedeutung der Stadt Chemnitz, stieg am Ende des 19. Jahrhunderts auch der Transportbedarf. Um diesem stetig steigenden Bedarf gerecht zu werden, entschieden sich die Königlich Sächsische Staatseisenbahnen zur Trennung von Güter- und Personenverkehr. Eigens für den Güterverkehr erfolgte die Gründung eines separaten Rangierbahnhofs im Nordosten der Stadt. Neben den Gleisanlagen wurden auch verschiedene Stellwerke und weitere Funktionsgebäude errichtet, u. a. ein Bahnbetriebswerk mit zwei großen Rundhäusern und den dazugehörigen technischen Einrichtungen. Bereits Mitte der 1920er Jahre stieß dieser Bahnhof erneut an seine Kapazitätsgrenzen. Da eine räumliche Erweiterung der Anlagen räumlich nicht möglich war, wurde für die notwendige Produktionssteigerung eine technische Lösung gefunden. Diese sogenannte Seilablaufanlage ist weltweit einmalig. Auf dem Gelände haben sich Gebäude und technische Anlagen aus verschiedenen Bauphasen erhalten: Bahnbetriebswerk, Altes Verwaltungsgebäude, Stellwerk A (1898), Güterschuppen (1916), größtes Reiterstellwerk in Deutschland (Befehlsstellwerk 3), Stellwerk 2, Stellwerk A (ca. 1928/29), Sozial- und Übernachtungsgebäude, Werkstatt und historische Lokleitung (ca. 1935). Heute wird ein Teil des früheren Rangierbahnhofs und das Bahnbetriebswerk als Schauplatz Eisenbahn museal betrieben. Mit einer Fläche von rund 260.000 m² ist dieses Museum das größte deutsche Eisenbahnmuseum und gehört zu den bedeutendsten Häusern dieser Art in Deutschland.

## Moderne Architektur (Nachkriegsarchitektur)

### Karl-Marx-Monument

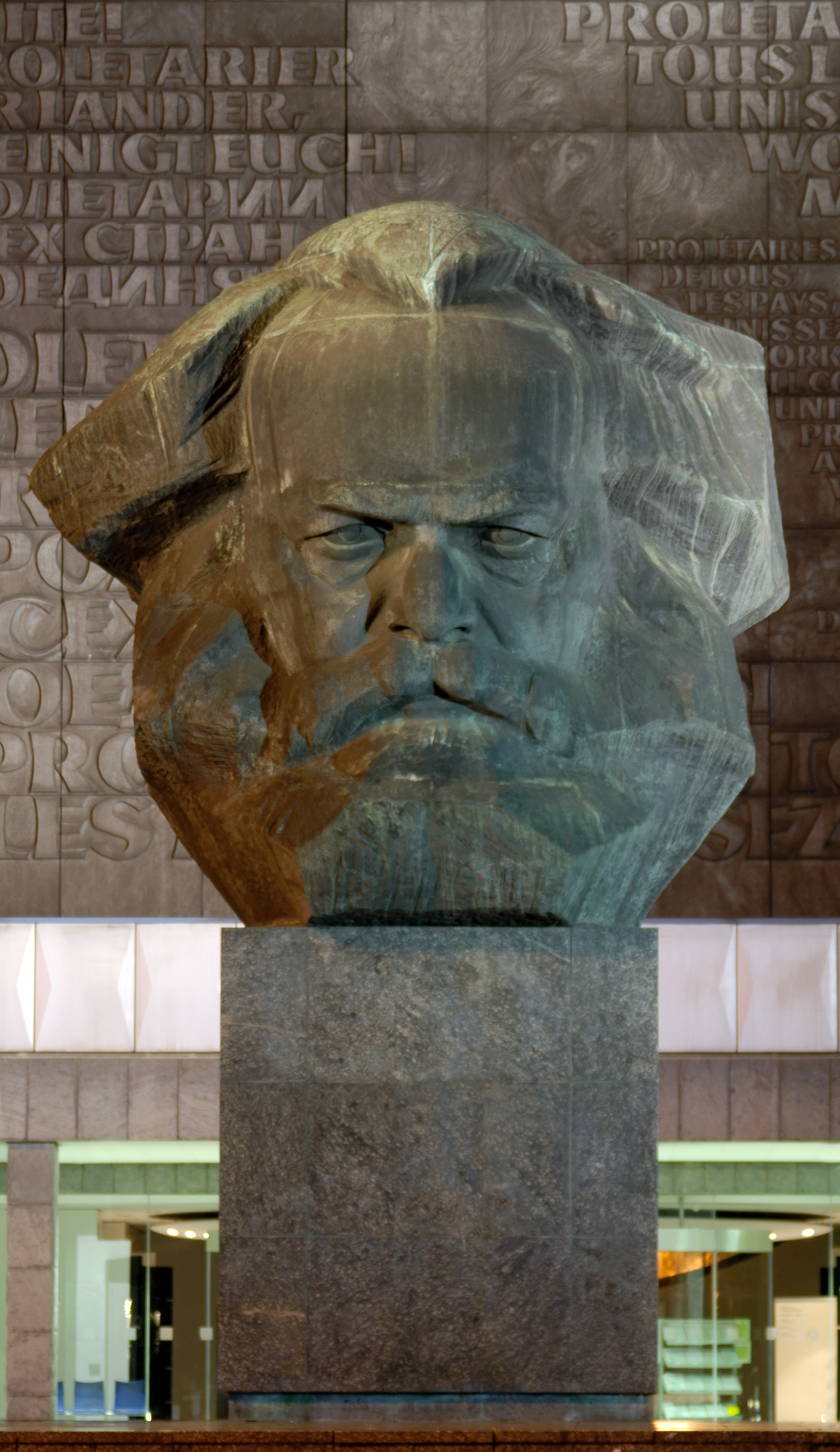
Karl-Marx-Monument

Neben dem Hotel Kongress, dem Alten und Neuen Rathaus am Markt sowie dem Plattenbaugebiet Fritz Heckert ist von Chemnitz vor allem der Nischel oder Nüschel bekannt (sächsischer Dialekt für Kopf). Das wuchtige, 1971 eingeweihte Karl-Marx-Monument des russischen Künstlers Lew Kerbel und Wahrzeichen der Stadt Chemnitz befindet sich vor den Gebäuden der Brückenstraße (Karl-Marx-Allee) 10/12. Zu DDR-Zeiten dienten diese dem Rat des Bezirks und der SED-Bezirksleitung als Dienstsitz. Am Haus Nr. 10 befindet sich eine riesige Wandtafel mit dem Satz aus dem Kommunistischen Manifest „Proletarier aller Länder vereinigt Euch!“ in deutscher, englischer, französischer und russischer Sprache. Nach der politischen Wende 1989 waren u. a. das Arbeitsamt und das Regierungspräsidium darin untergebracht. Heute sitzen dort noch weitere Landesbehörden, z. B. das Landesamt für Steuern und Finanzen.

### Das neue Chemnitz

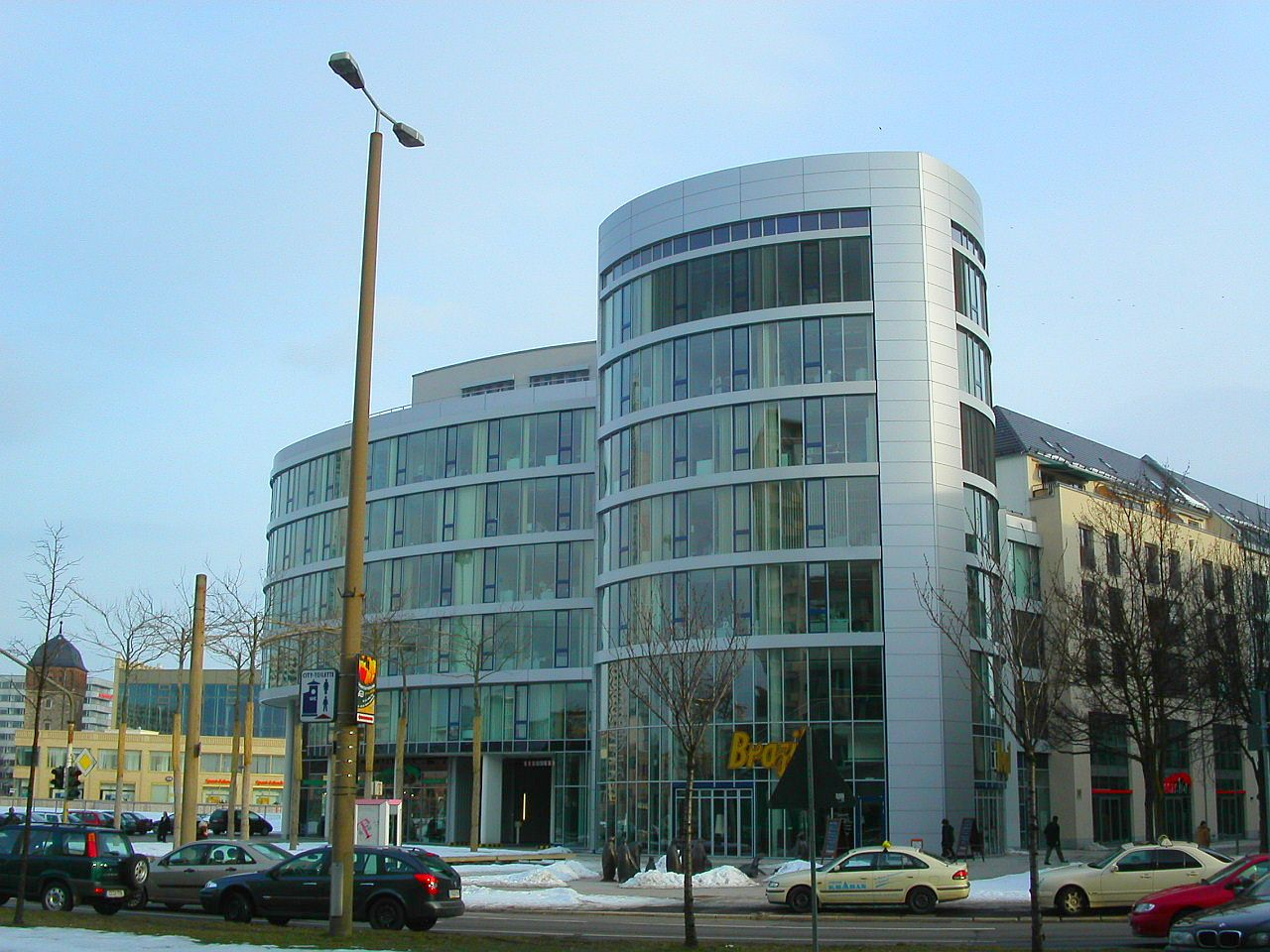
Mittelstandsmeile, links im Hintergrund der Rote Turm, daneben die „Galerie Roter Turm“

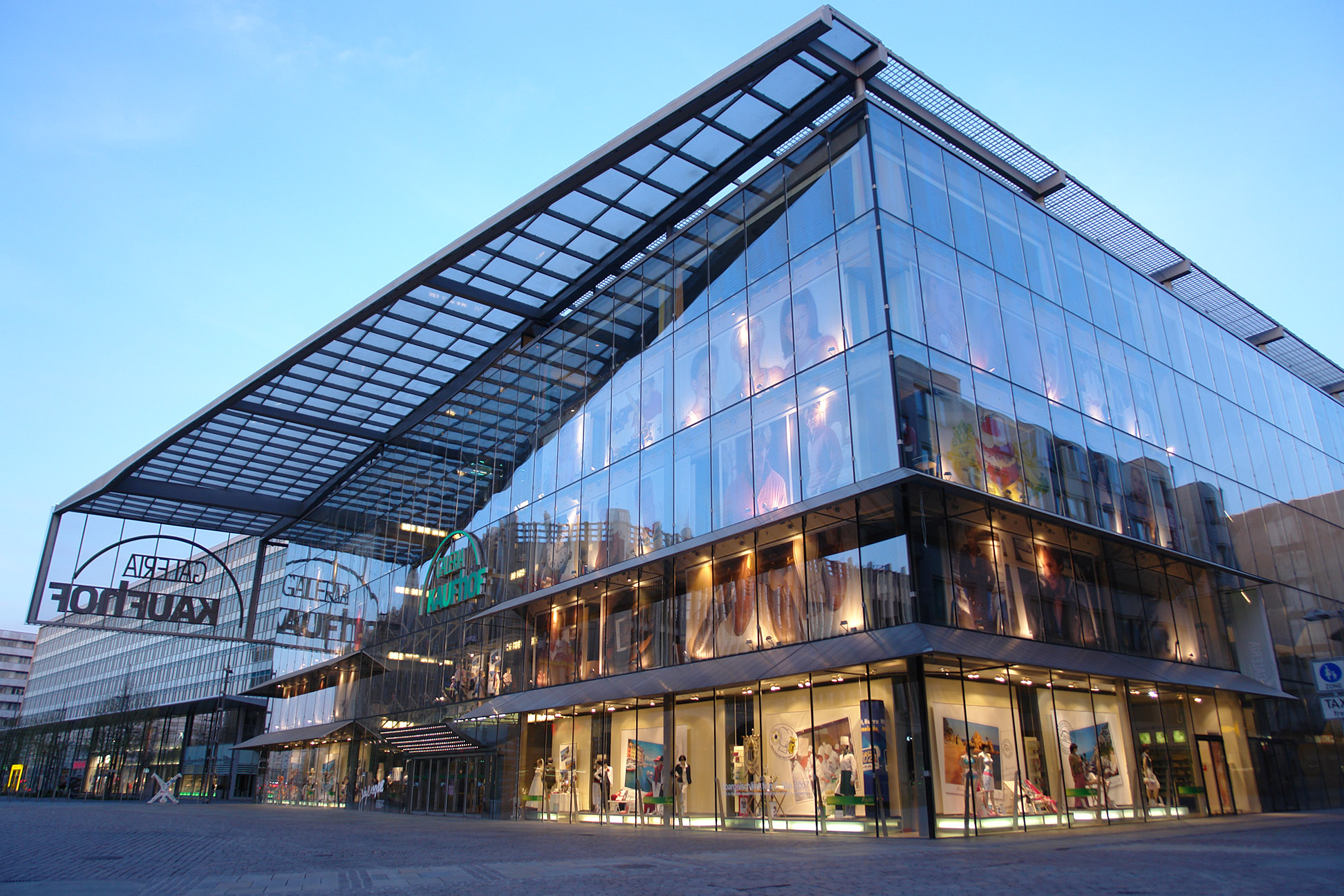
Das Gläserne Kaufhaus

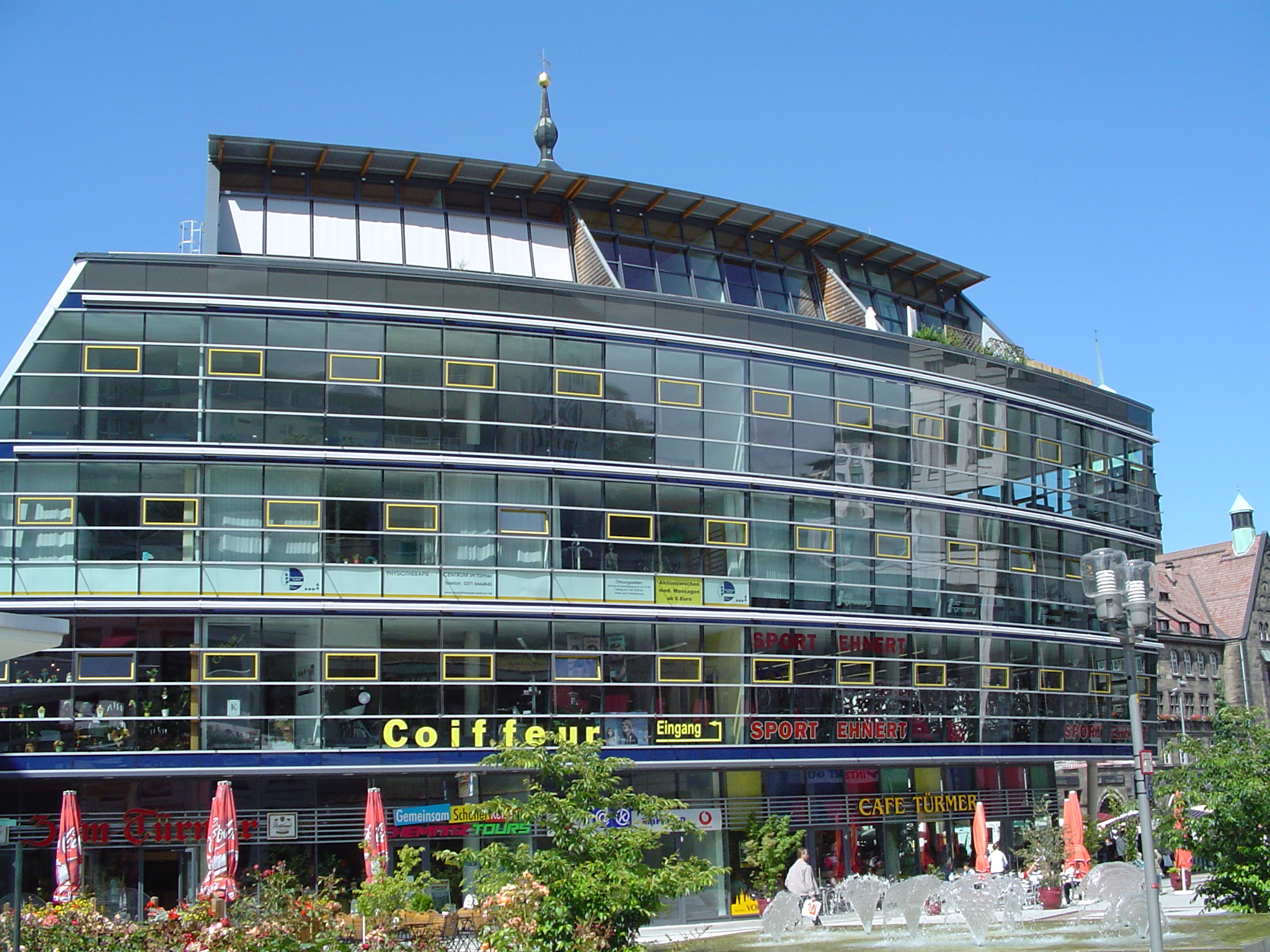
„Türmer“-Geschäftshaus

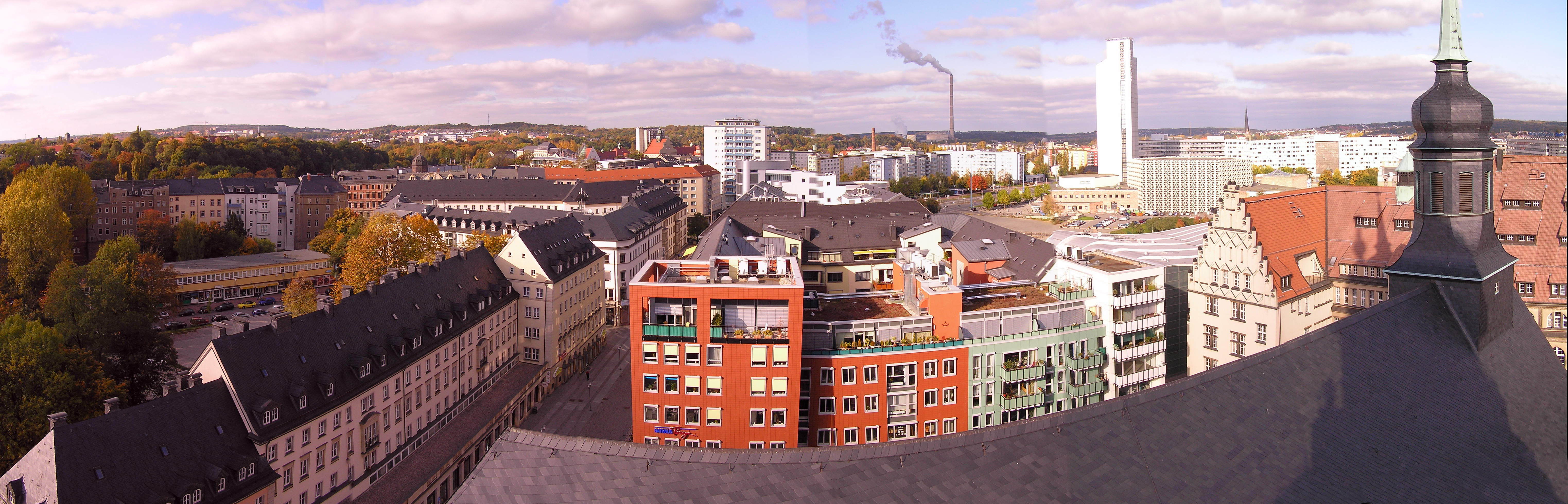
Mittelstandsmeile

Da während der letzten beiden Jahrzehnte der DDR-Zeit die Bauproduktion auf Schaffung von Wohnraum konzentriert wurde, blieben die Planungen für eine sozialistische Vorzeigeinnenstadt unverwirklicht. Seit 1990 gab es erste Planungen, das Chemnitzer Stadtzentrum weiter zu verdichten. Diese wurden ab Ende der 1990er-Jahre umgesetzt. Die Stadtverwaltung Chemnitz benutzt die entstandenen Bauwerke zu Stadtmarketingzwecken unter dem Slogan „Das ‚neue‘ Chemnitz“.
Die „neue“ Chemnitzer Innenstadt entstand nach Plänen von international renommierten Architekten, wie Helmut Jahn, Hans Kollhoff und Christoph Ingenhoven. Von ihnen stammen der gläserne Kaufhof und das gläserne Kaufhaus „Peek & Cloppenburg“ sowie die Galerie „Roter Turm“. Des Weiteren zählt man das Türmer-Gebäude hinzu, ebenso die Rosenhofarkaden und die Mittelstandsmeile mit ihren Bauabschnitten eins und zwei – auch genannt Rathaus-Arkaden.
Die neue Filiale der Landeszentralbank der Deutschen Bundesbank am Park der Opfer des Faschismus ist ein Werk des spanischen Architekten Josep Lluís Mateo. Es handelt sich dabei um einen introvertierten Baukörper, dessen Straßenfassade mit einer Steinverkleidung aus Travertin versehen wurde. Die Fassade nimmt Bezüge zum versteinerten Wald auf, allerdings ist das Gebäude eher berühmt für den durch Wassereintritt in die transluzente Fassade aufgetretenen Bauschaden.
Das Kulturkaufhaus „DAStietz“ ist ein ehemaliges Kaufhaus (Wilhelm Kreis, 1913), welches heute u. a. die Stadtbibliothek, die Volkshochschule, das Museum für Naturkunde und die Neue Sächsische Galerie beherbergt. Im großen Lichthof befindet sich der Versteinerte Wald.
Die neue Synagoge an der Stollberger Straße stammt von dem Architekten Alfred Jacoby und wurde am 24. Mai 2002 geweiht. Während des Pogroms vom 9. zum 10. November 1938 wurde die alte Chemnitzer Synagoge (erbaut 1897–1899 nach Plänen des Architekten Wenzel Bürger) am Stephanplatz in Brand gesetzt und beschädigt, ebenso wie 2.000 weitere jüdische Gotteshäuser im Deutschen Reich. Bereits am 15. November des Jahres war die Trümmerberäumung abgeschlossen.
Die Chemnitz Arena ist eine Mehrzweckhalle mit bis zu 13.000 Steh- oder 7.000 Sitzplätzen. Sie war eine von vielen einstigen Produktionshallen auf dem Gelände der ehemaligen Wanderer-Werke. Vor der Halle stehen zwei Turbinenprüfstände, die auf Betreiben des Denkmalschutzes gesichert wurden.
Der Solaris-Turm auf dem Gelände der ehemaligen Fettchemie ist ein markanter und weithin sichtbarer Büro- und Dienstleistungskomplex mit integrierter Tankstelle sowie in Nachbarschaft zu einem vollautomatischen Parkhaus, welches jedoch aufgrund mangelnder Nachfrage 2006 wieder abgetragen wurde.
Zu den nach der Wiedervereinigung nicht umgesetzten Bauprojekten in der Frühphase der Neuplanung für das Chemnitzer Stadtzentrum zählen die Conti-Galerie sowie das Maison de France. Für die Conti-Galerie wurden Gründungsarbeiten durchgeführt, die jedoch nicht beendet wurden. An dieser Stelle befindet sich heute das im Volksmund als „Conti-Loch“ bezeichnete Areal. Dort entstand 2015 ein Bürokomplex, in dem sich seit 2017 das Technische Rathaus befindet. Das Maison de France war nahe dem Falkeplatz neben dem historischen Gebäude der Deutschen Bank geplant.

### Höchste Bauwerke

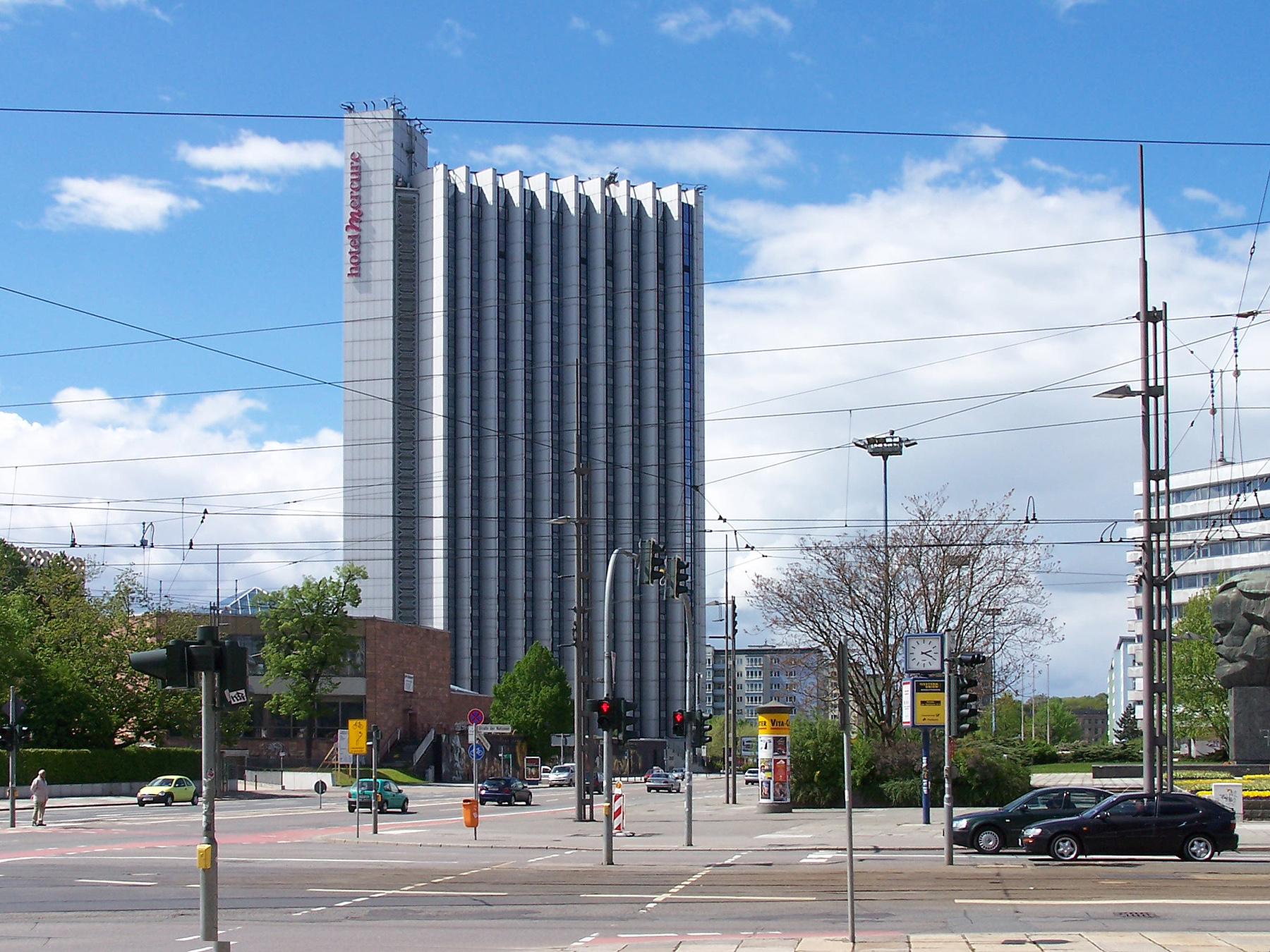
Das Hotel Mercure

Mit einer Höhe von 302 m ist der Schornstein des Heizkraftwerkes Nord das höchste Bauwerk der Stadt und das höchste Bauwerk Sachsens.
Das höchste Gebäude ist mit 97 m Höhe das 1974 erbaute Hotel „Kongress“ (heute „Mercure“) im Stadtzentrum. An dieses schließt sich der Stadthallenkomplex an.
Mit 88 m ist der doppelhelmige Turm der Markuskirche (nach Entwürfen des Berliner Architekturbüros Abesser und Kröger, geweiht 1895) auf dem Sonnenberg der höchste Kirchturm und ein markantes Wahrzeichen des Sonnenbergs.
Das erste Chemnitzer Hochhaus war das noch heute bestehende Gebäude der ehemaligen Möbelstoffweberei Cammann & Co. mit einer Höhe von 40 m; es entstand 1925/1926 in Chemnitz-Furth nach einem Entwurf des Architekten Willy Schönefeld.
Architektonisch ist das Stadtzentrum von Chemnitz neben Resten älterer Bebauung vor allem geprägt von Gebäuden im Stil des sozialistischen Realismus und seit 1990 von Stahl und Glas. Nicht zuletzt befindet sich in Chemnitz eines der größten Gründerzeit- und Jugendstilviertel Europas, der Kaßberg. Sehenswert sind darüber hinaus die vergleichsweise wenigen älteren Objekte, die von den Zerstörungen des Zweiten Weltkrieges verschont blieben.

## Sakralbauten

### Stadtkirche St. Jacobi
Die Stadtkirche St. Jacobi ist der einzige erhaltene mittelalterliche Kirchenbau intra muros (innerhalb der Stadtmauern) und die älteste erhaltene Kirche. Das spätgotische dreischiffige Langhaus stammt aus der zweiten Hälfte des 14. Jahrhunderts, der Umgangschor aus dem Anfang des 15. Jahrhunderts. Im 19. und Anfang des 20. Jahrhunderts (1911) wurde die Fassade umgestaltet.
Die Kirche wurde im Zweiten Weltkrieg stark beschädigt (das Langhaus stürzte ein, der Chor blieb erhalten) und wurde in den Jahren danach notdürftig wieder aufgebaut. Die Rekonstruktion des ursprünglichen Gewölbes dauerte von 1997 bis 2009.

### Johanniskirche

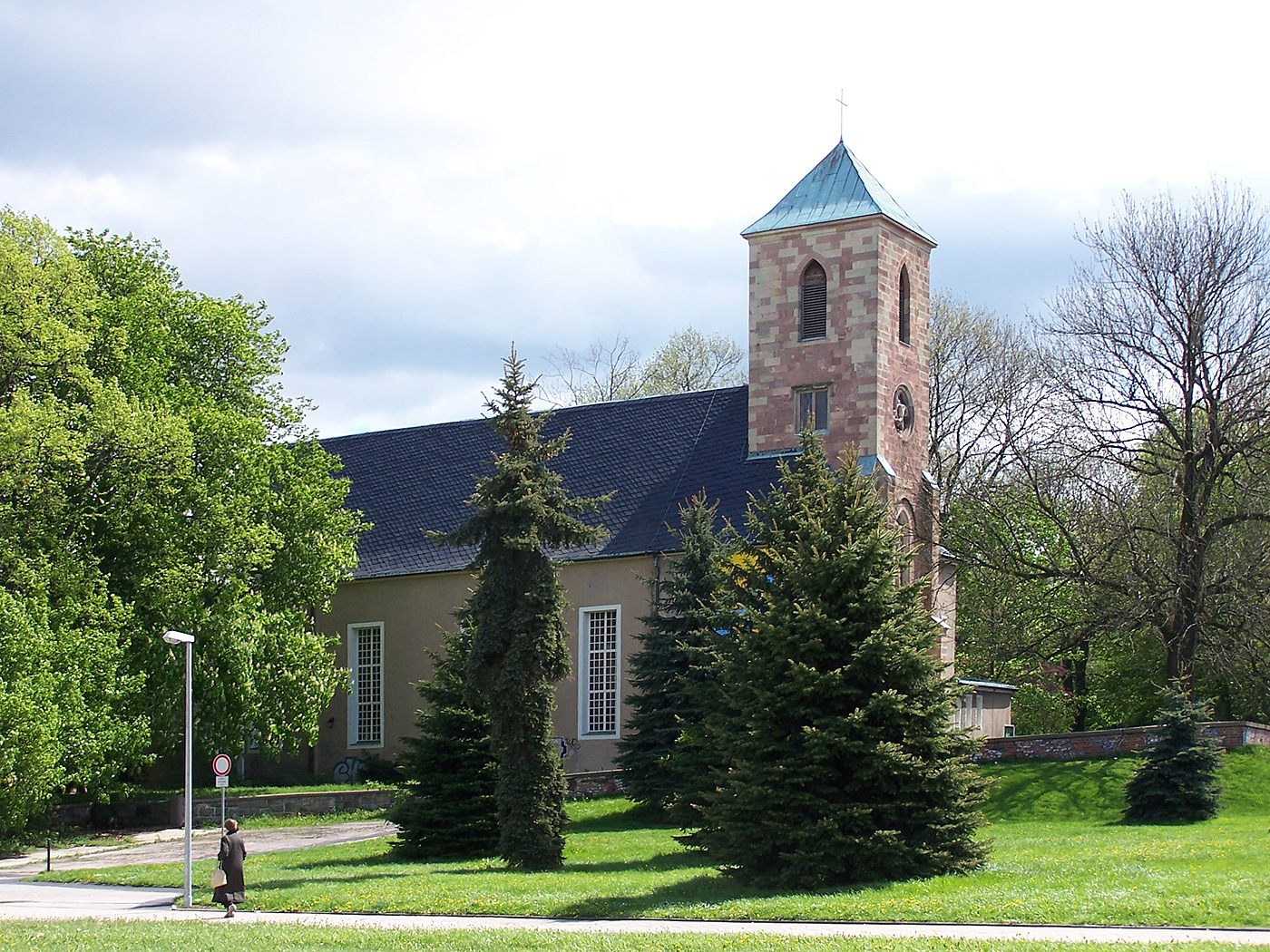
Johanniskirche

Die Johanniskirche war eine der ersten Sakralbauten in der Umgebung des alten Stadtkerns. Die Johannes dem Täufer geweihte Kirche wurde 1264 erstmals urkundlich erwähnt. Aufgrund ihrer Lage außerhalb der Stadtmauer wurde die bis 1566 in Holz errichtete Kirche bei Belagerungen der Stadt mehrfach zerstört und neu errichtet. 1866 erhielt die Kirche ihre heutige Gestalt, 1878 einen 44 m hohen Turm, welche 1912/13 nach Entwürfen von Zapp & Basarke geändert wurde und die Luftangriffe des Zweiten Weltkriegs nicht überstand. Er wurde 1970 zurückgebaut und in 23 m Höhe mit einem Pyramidendach versehen. Der Johannisfriedhof, welcher bis 1874 als Stadtfriedhof genutzt wurde, hieß 1928 bis 1933 und 1945 bis 1974 Karl-Marx-Platz und seit dem Park der Opfer des Faschismus. Noch heute befinden sich in dem Park Gräber Chemnitzer Bürger (u. a. von Christian Gottfried Becker) sowie Gefallener des Krieges von 1870. Eine Johanniskirche befindet sich noch im Stadtteil Reichenbrand an der Kreuzung Zwickauer Straße und Hohensteiner Straße.

### Schloßkirche

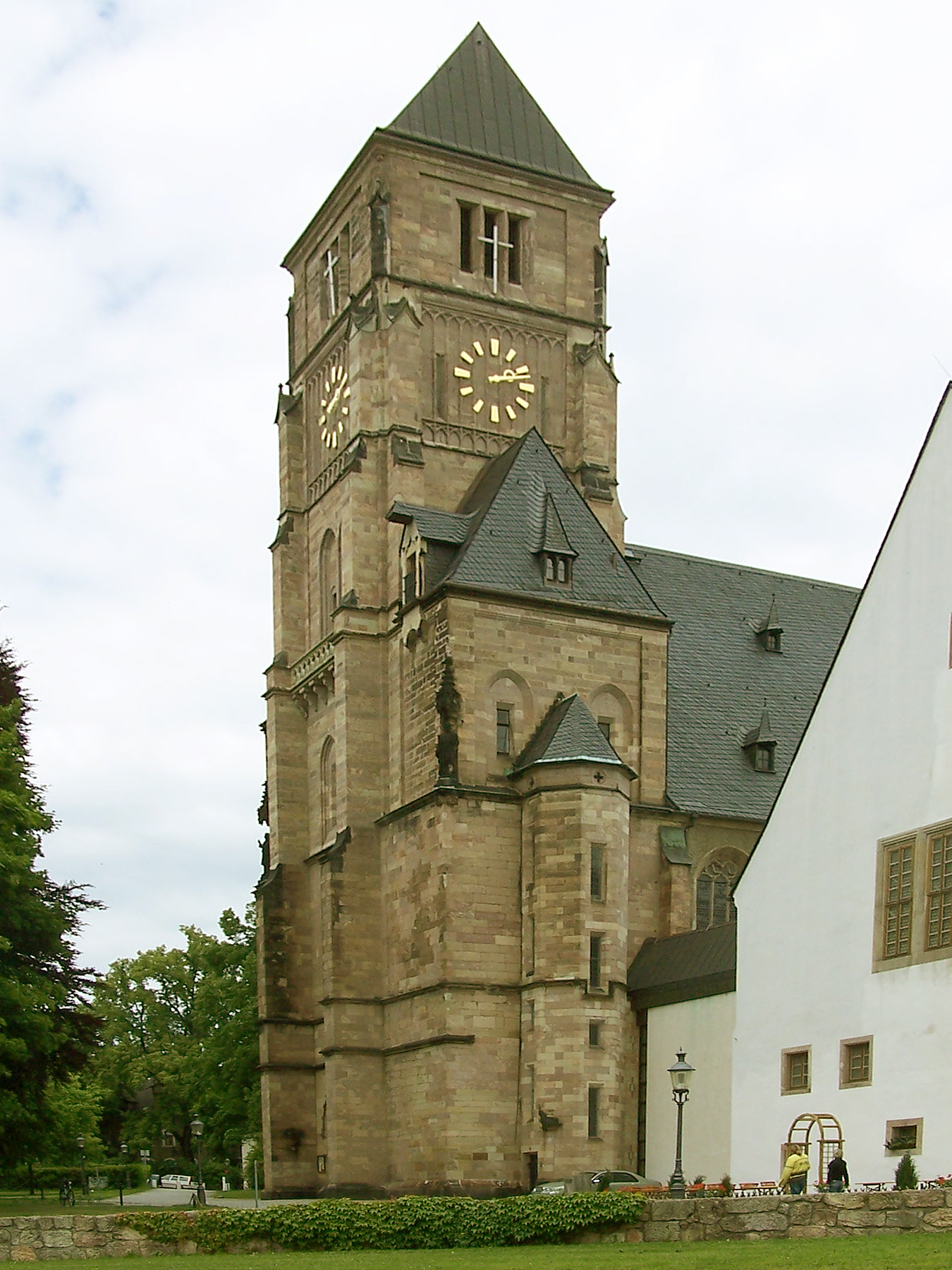
Schloßkirche

Ein Rest des ehemaligen Benediktinerklosters ist die Schloßkirche auf dem Schloßberg, eine spätgotische Hallenkirche und Nachfolger einer romanischen Basilika von 1136. Ihr schließt sich das Schloßbergmuseum Chemnitz an. Mehrmals wurde die Schloßkirche seit ihrer Errichtung (1499–1525) auf einem aus dem 12. Jahrhundert stammenden Vorgängerbau in Verbindung mit dem Chemnitzer Kloster umgebaut. Einige Gebäude wurden nach der Umwandlung zu einem kurfürstlichen Schloss (ab 1548) mittlerweile abgebrochen, der Südtrakt beherbergt seit 1930/1931 das Schloßbergmuseum.
In unmittelbarer Nähe der Schlosskirche, am Südhang des Schlossbergs, befinden sich mehrere aus dem 17. Jahrhundert erhalten gebliebene Fachwerkhäuser, die zuletzt zu gastronomischen Einrichtungen umgebaut wurden.

### Petrikirche
Zwischen Theater- und Schillerplatz steht die Petrikirche, ein neugotischer Sandsteinbau, der von Hans Enger entworfen und 1888 geweiht wurde. Ihr gegenüber befinden sich das Chemnitzer Opernhaus und das König-Albert-Museum.

### Weitere Kirchen
Auf dem Kaßberg befinden sich drei Kirchen. Die Kreuzkirche von Otto Bartning (1936) an der Henriettenstraße, die Friedenskirche von 1879, die eine Methodistengemeinde beherbergt, sowie die Dreieinigkeitskirche – beide auf der Kaßbergstraße. Am Südhang des Kaßbergs steht an der Hohe Straße die katholische Propsteikirche St. Johannes Nepomuk, die nach einem Entwurf des Architekten Willy Schönefeld entstand.
Die Markuskirche ist eine von zwei Kirchen auf dem Sonnenberg. Die neugotische Backsteinkirche mit Doppelhelm-Turm stammt aus dem Jahre 1895. Für die katholische Gemeinde wurde 1905 der Bau der Kirche St. Joseph fertiggestellt.

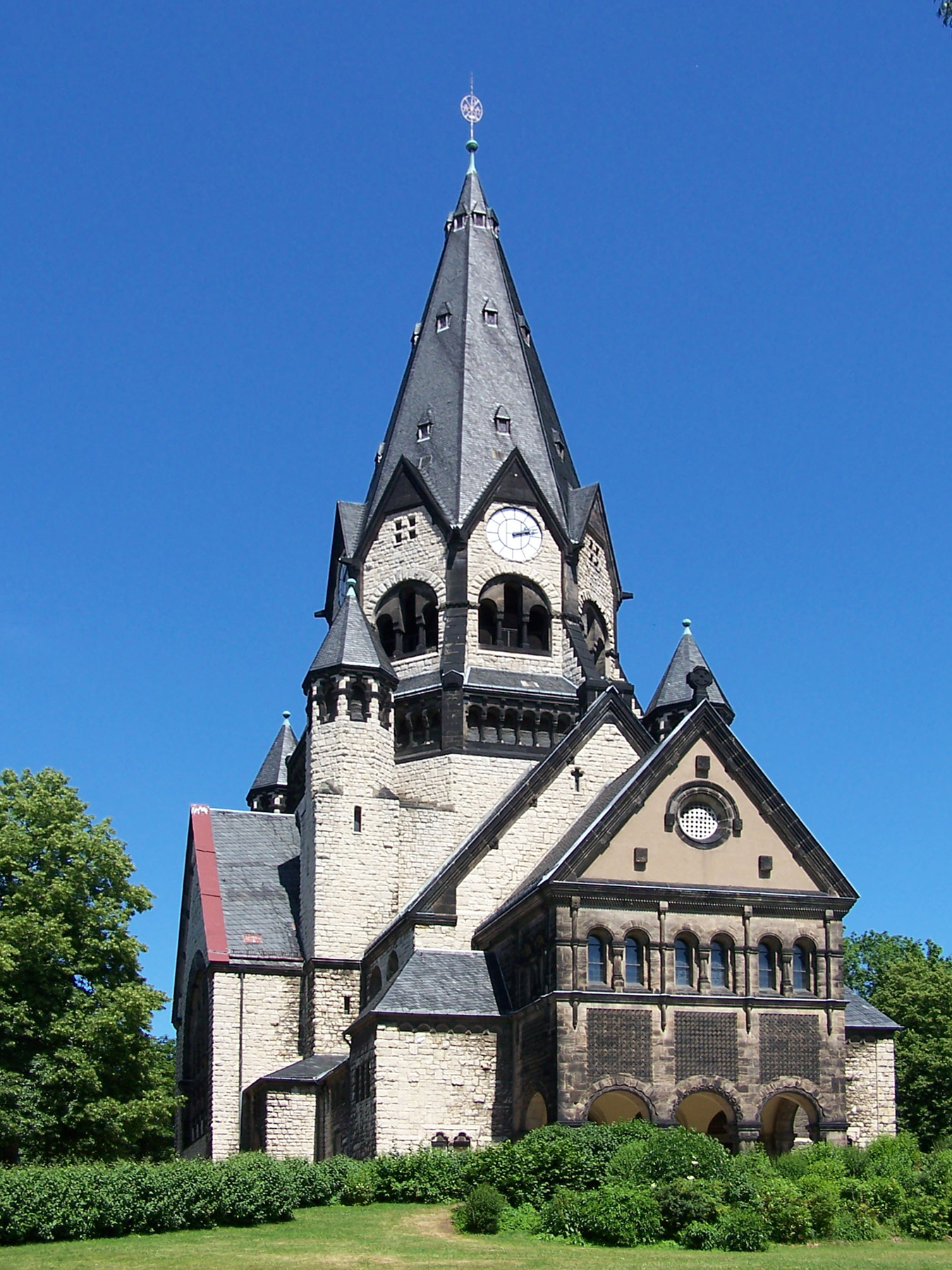
Lutherkirche

Die Lutherkirche in der Zschopauer Straße entstand nach den Plänen des Berliner Architekten Otto Kuhlmann zwischen 1905 und 1909 und war eines der ersten Gebäude in Chemnitz in Stahlbetonbauweise. Kirchen gleichen Namens stehen in den Stadtteilen Harthau und Schönau.
Eingebettet in den alten Dorfkern des Stadtteils Ebersdorf steht eine alte Stiftskirche. Sie war Wallfahrtsstätte des sächsischen Kurfürsten Friedrich des Sanftmütigen und dessen Gemahlin Margaretha. Im Zusammenhang mit dem sächsischen Prinzenraub hinterließen sie die Kleider der entführten Prinzen Ernst und Albert.
Die Peter-Pauls-Kirche im Mittelbach ist ein Nachfolger einer romanischen Kapelle aus dem 14. Jahrhundert. Nach mehreren Umbauten und der letzten Restaurierung ist sie eine der kleinsten Kirchen im Stadtgebiet.

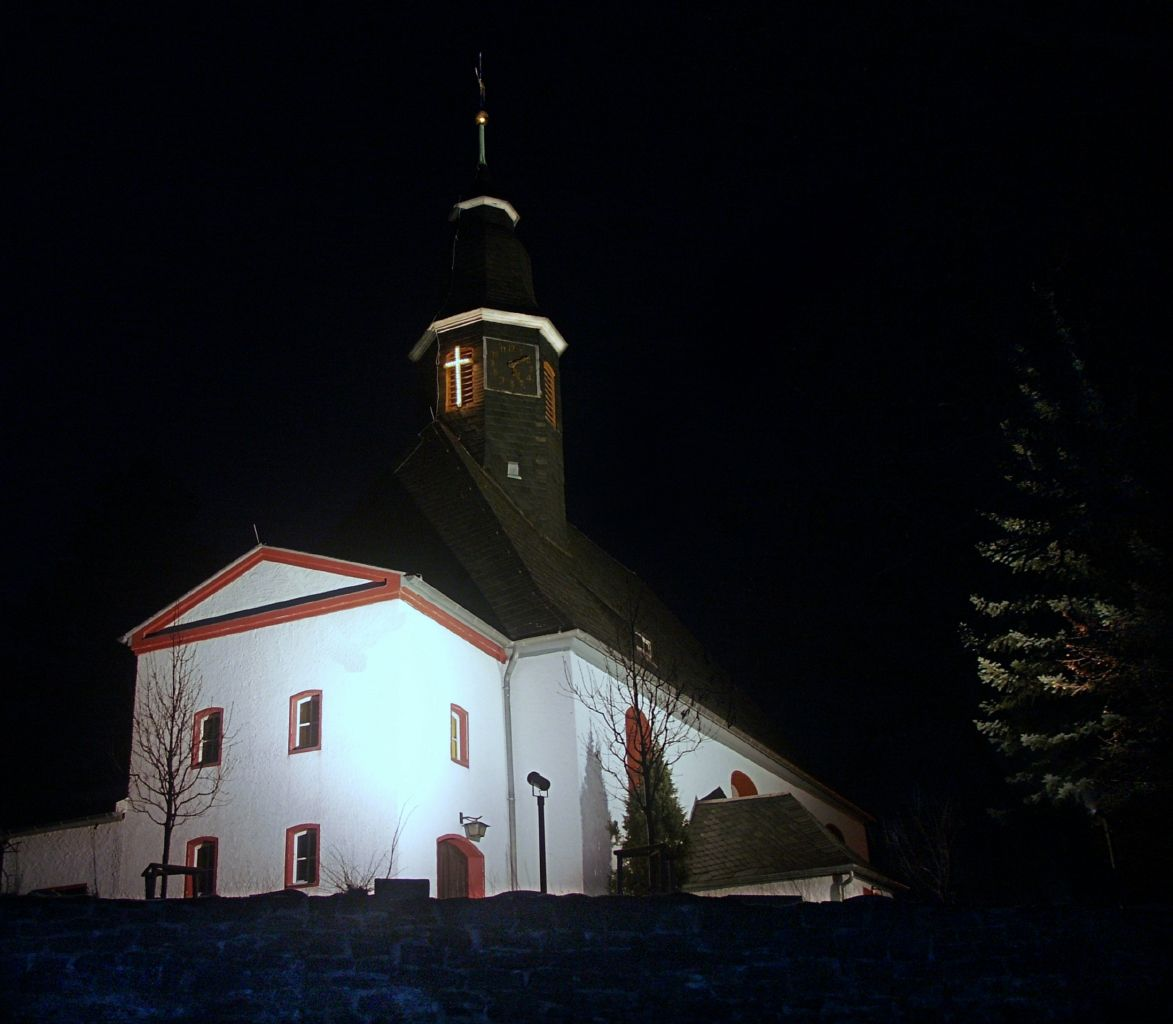
Christuskirche

Weitere sehenswerte Kirchen sind die St.-Matthäus-Kirche in Altendorf, die St.-Michaelis-Kirche in Altchemnitz, die Gnadenkirche in Borna, die St.-Andreas-Kirche (1888) in Gablenz, die St.-Jodokus-Kirche in Glösa, die Kirche am Harthauer Kirchsteig, die Trinitatiskirche in Hilbersdorf, die St.-Georg-Kirche in Rabenstein, die Christuskirche in Reichenhain, die Jacobikirche in Einsiedel, die Kreuzkirchen in Grüna und Klaffenbach sowie die Kirchen in Adelsberg, Euba, Kleinolbersdorf-Altenhain, Röhrsdorf und Wittgensdorf.

## Plätze

### Theaterplatz
Stadtbaurat Richard Möbius schuf zwischen 1906 und 1909 das Ensemble am Theaterplatz. Nach seinen Entwürfen wurden das König-Albert-Museum und das Chemnitzer Opernhaus in direktem Anschluss an der schon 1885–1888 erbauten St.-Petri-Kirche errichtet. Gegenüber dem Museum befand sich an Stelle des 1928 eröffneten Hotels Chemnitzer Hof eine Brunnenanlage mit den Schillingschen Figuren, die sich heute im Schloßteichpark befinden. Nördlich des Theaterplatzes schließt sich der Schillerplatz an. Ihm gegenüber wurde 1836 das Gebäude der ehemaligen Königlichen Gewerbeschule errichtet, das heute ein Teil der Technischen Universität Chemnitz ist.

### Falkeplatz

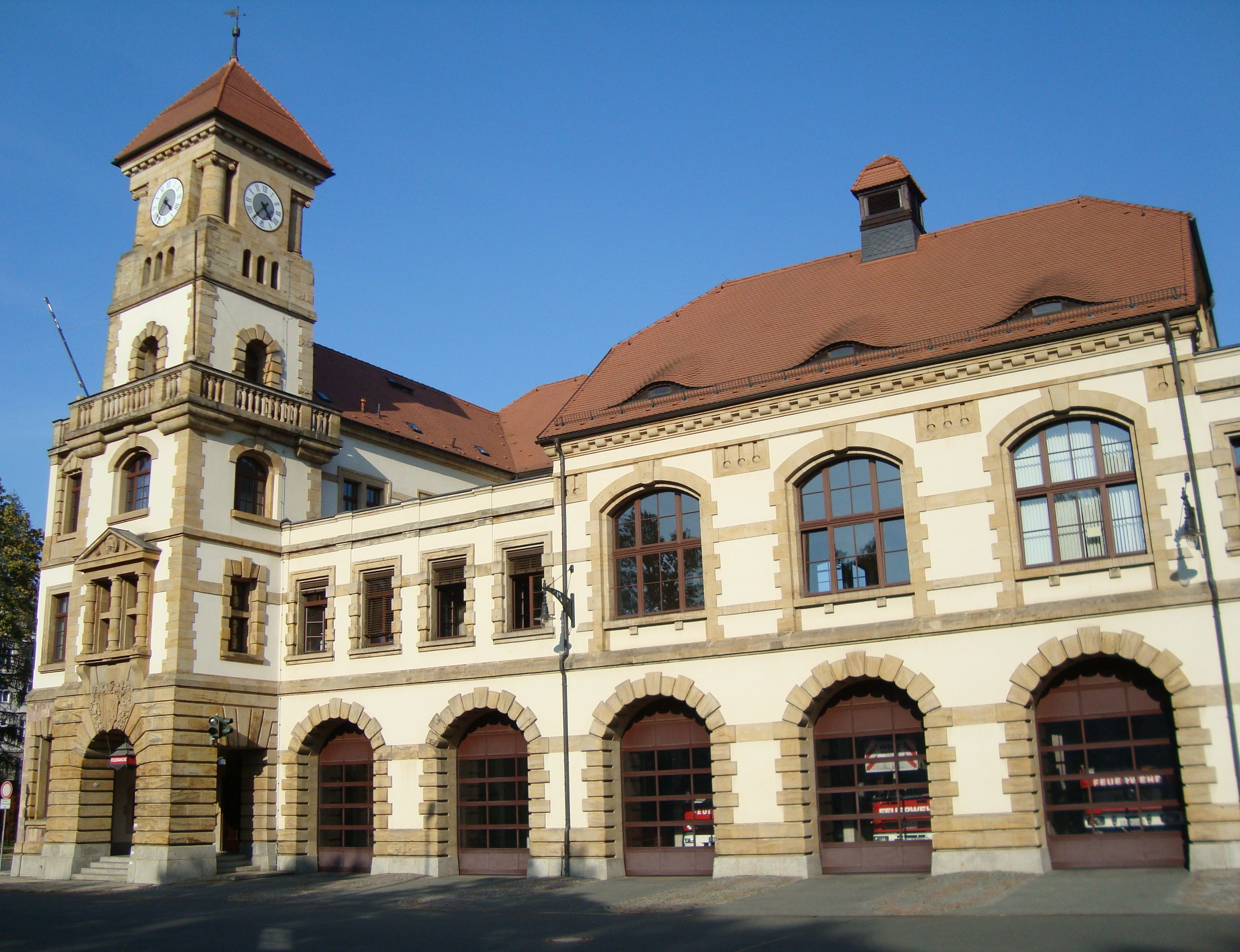
Feuerwache

Südöstlich des Chemnitzer Stadtzentrums schließt sich der Falkeplatz an. An Stelle der ehemaligen Nikolaivorstadt befindet sich das 1922 bis 1924 nach Plänen von Erich Basarke errichtete Gebäude der Deutsche Bank AG. Dieses Gebäude wurde in der DDR-Zeit von der Staatsbank der DDR genutzt und war zugleich die Bezirksdirektion und Kreisfiliale Karl-Marx-Stadt. Zwischen der Stollberger Straße und der Zwickauer Straße entstand 1930 das Hochhaus der Sparkasse, das nach 2000 zum Museum Gunzenhauser umgebaut wurde.
Unweit des Falkeplatzes wurde unter Leitung von Richard Möbius das Gebäude der heutigen Feuerwache an der Schadestraße errichtet. Ihm gegenüber befand sich in der Aue das Städtische Leihamt, dessen Gebäude seit 1953 vom Karl-Marx-Städter / Chemnitzer Stadtarchiv genutzt wird.

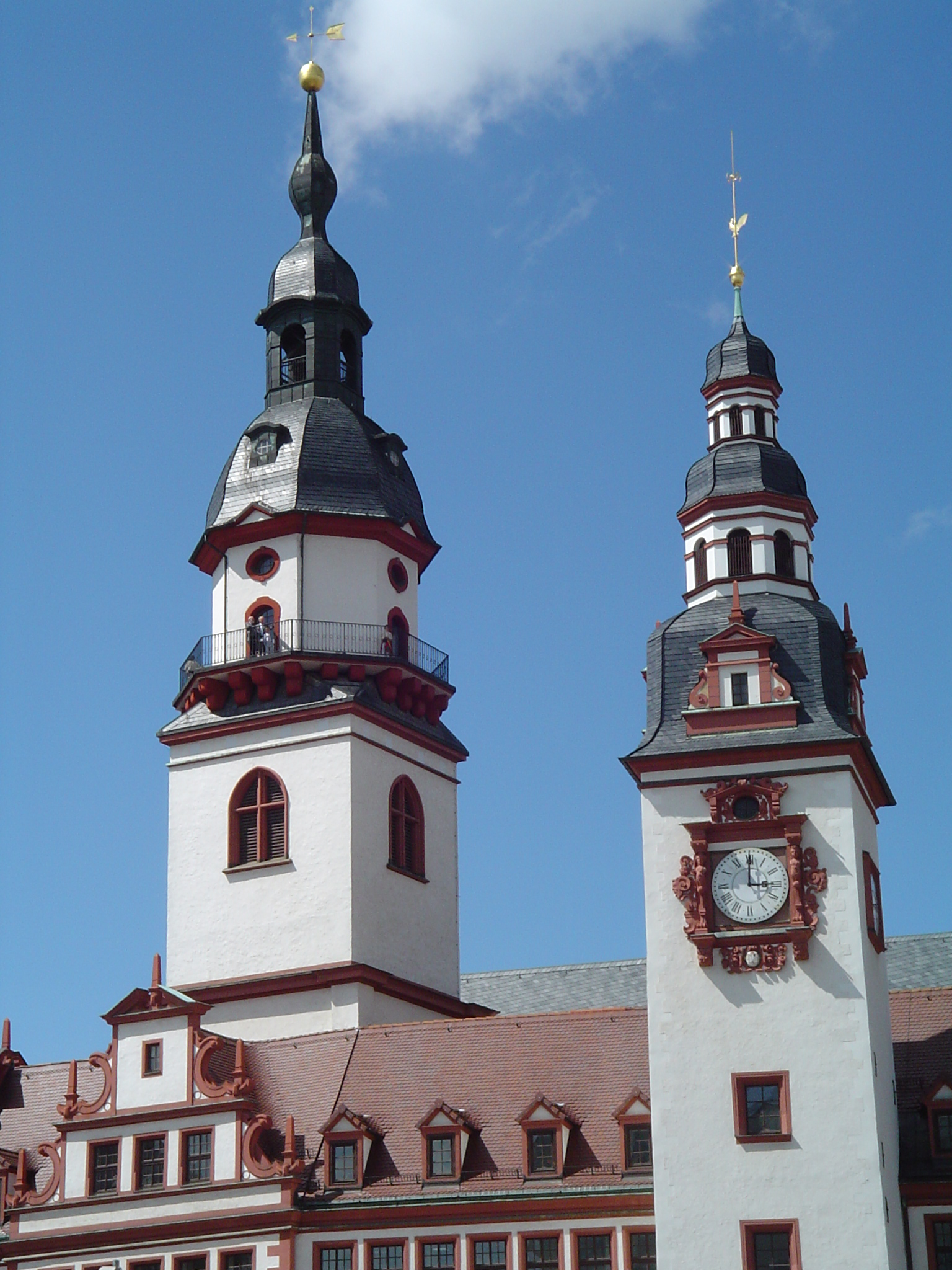
Das Alte Rathaus mit Hohem Turm (links)

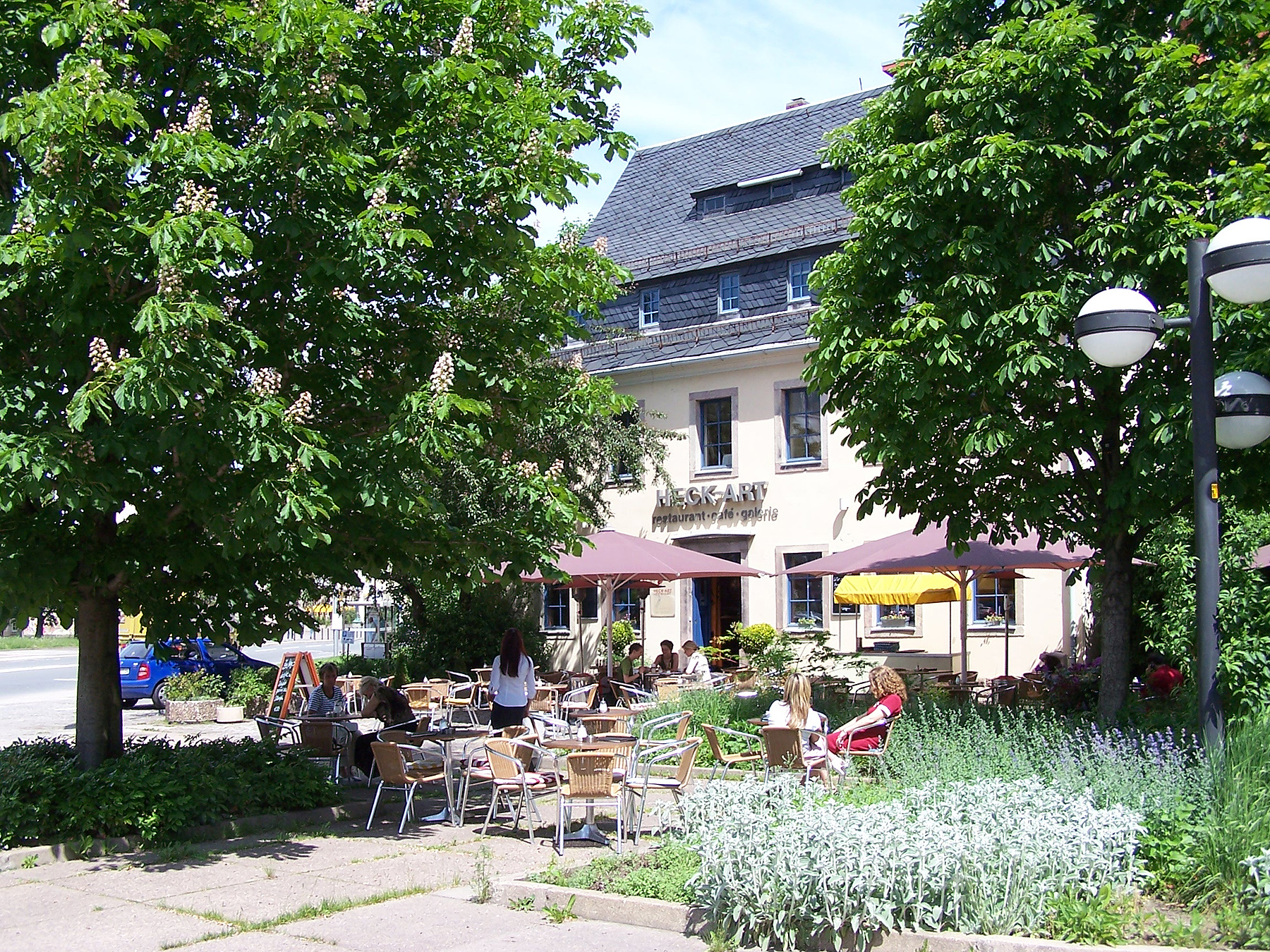
Fritz-Heckert-Geburtshaus, heute: „Heck-ART“

## Weitere Sehenswürdigkeiten
- Der Versteinerte Wald im Kulturkaufhaus „DAStietz“
- Der Schloßteich und die Schillingschen Figuren
- Der Rosenhof
- Die Galerie Oben
- Der Tierpark Chemnitz
- Küchwaldpark mit dem Kosmonautenzentrum Sigmund Jähn und der Parkeisenbahn
- Der Stadtpark entlang der Chemnitz
- Wasserwerkspark an der Zwönitz
- Schaubergwerk „Felsendome Rabenstein“
- Wildgatter Oberrabenstein
- Botanischer Garten Chemnitz (Schulbiologiezentrum)
- Arktisch-alpiner Garten der Walter-Meusel-Stiftung
- Die Gartenstadt Gablenzsiedlung (erste Gartenstadt in Chemnitz)
- Industriemuseum Chemnitz
- Museum für sächsische Fahrzeuge in den historischen Stern-Garagen
- Der ehemalige Kulturpalast (monumental neoklassizistischer Stil – erster Kulturpalast der DDR)
- Der längste Rundweg um Chemnitz beträgt ca. 60 km; Er berührt viele Sehenswürdigkeiten
- Zeisigwaldschänke, auch als 'Altes Hexenhaus' bezeichnet
- Wachtelberg, wo viele Sagen gespielt haben sollten (per Westostwanderweg erreichbar), Galgenberg, auf dem im Mittelalter Hinrichtungen stattfanden
- Adelsbergturm und der Schwarze Wald